# Eunidia setosa
Eunidia setosa är en skalbaggsart som beskrevs av Stefan von Breuning 1938. Eunidia setosa ingår i släktet Eunidia och familjen långhorningar.
Artens utbredningsområde är Kenya. Inga underarter finns listade i Catalogue of Life.